# Bombenanschlag im Hyde Park und Regent’s Park
Der Bombenanschlag im Hyde Park und Regent’s Park ereignete sich am 20. Juli 1982 in London, Großbritannien. Ausgeführt wurde er von der Provisional Irish Republican Army (IRA), die zwei Bomben während einer Parade der British Armed Forces im Hyde Park und Regent’s Park zur Detonation brachte. Die Explosionen töteten elf Mitglieder des britischen Militärs: vier Soldaten der Blues and Royals und sieben Mitglieder der Militärkapelle der Royal Green Jackets.

## Erste Bombe

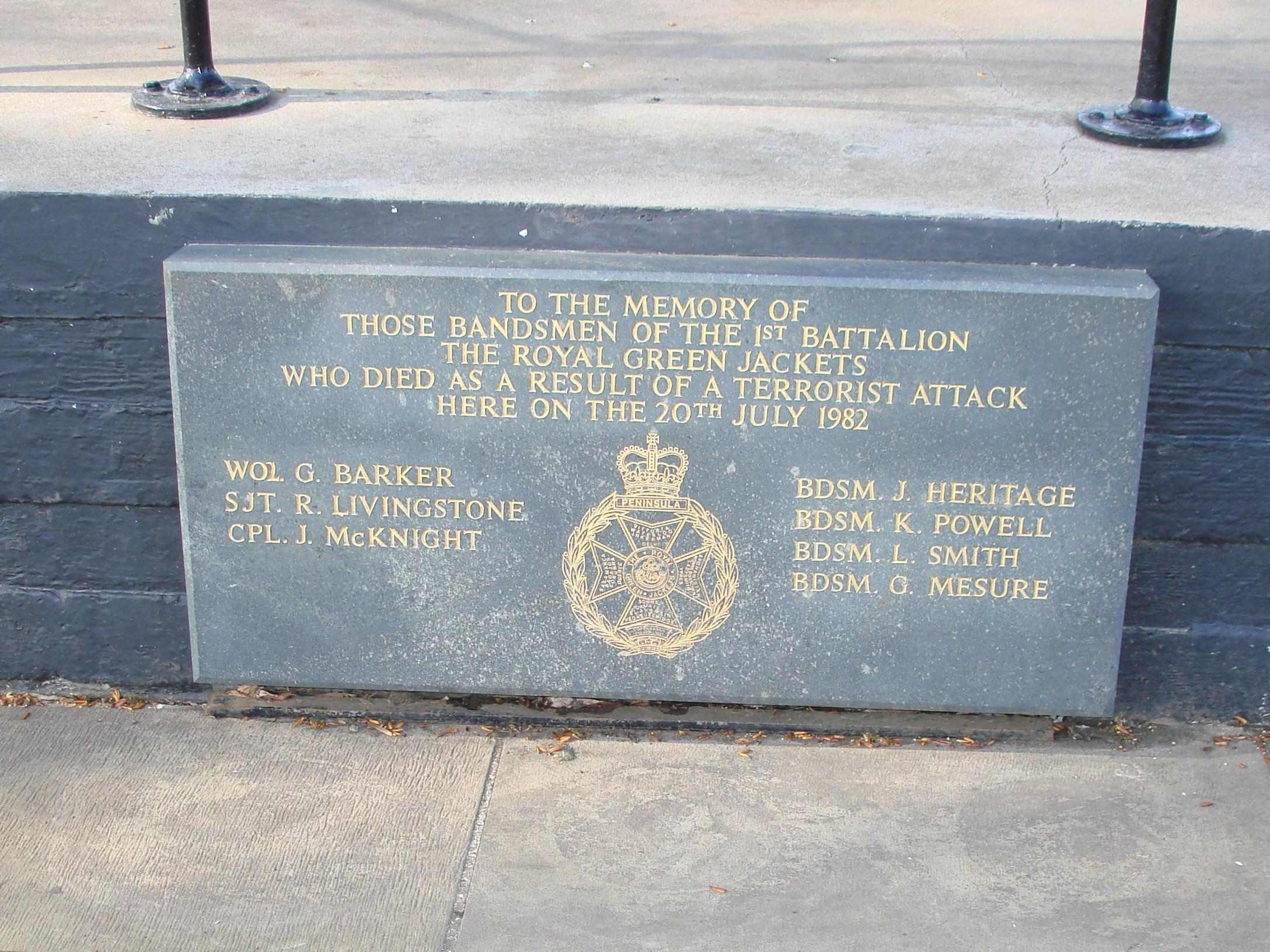
Erinnerungsstein an den Anschlag im Regent’s Park

Die erste Bombe war eine dünnwandige Sprengbombe, die mit Nägeln gefüllt war. Sie explodierte um 10.43 Uhr in einem blauen PKW der Marke Austin am South Carriage Drive im Hyde Park zur Detonation gebracht wurde, als die Wachablösung der Household Cavalry an dem Austin vorbeikam.
Drei Soldaten der Blues and Royals waren sofort tot und ein weiterer starb am 23. Juli 1982 an seinen Verletzungen. Die anderen Soldaten der Parade waren schwer verletzt und die umherfliegenden Schrapnells, Splitter und Nägel verletzten auch Touristen, die die Parade beobachteten. Sieben der Pferde des Regiments wurden ebenso getötet bzw. mussten wegen ihrer Verletzungen erschossen werden.
Bombenexperten nahmen an, dass um die Parade zu treffen die erste Bombe im Augenblick des Vorbeireitens ferngezündet worden sei.

## Zweite Bombe
Die zweite Explosion erfolgte etwa eine Stunde später auf einer Bühne im Regent’s Park, als die Militär-Musikkapelle der Royal Green Jackets vor einer Gruppe von etwa 120 Touristen das Musical Oliver! spielte. Auch hier wurden Mitglieder der Musikkapelle, aber auch Touristen getötet oder schwer verletzt. Die Druckwelle der Explosion war so stark, dass einer der Toten bis zu einem 27 Meter entfernten Eisenzaun geschleudert wurde. Sieben Musiker der Kapelle kamen ums Leben.
Die zweite Bombe wurde Wochen vorher unter der Bühne der Musikanten positioniert und mit einem Zeitzünder zur Explosion gebracht, der auf den Zeitpunkt dieser Musikvorführung programmiert war.

## Folgen
Die IRA begründete den Anschlag damit, dass dies die Antwort auf die Rede von Premierministerin Margaret Thatcher war, mit der sie vor einigen Monaten in den Falklandkrieg eintrat. Die IRA führte hierzu aus: „The Irish people have sovereign and national rights which no task or occupational force can put down.“ („Das irische Volk hat souveräne und nationale Rechte, die keine Militär- oder Besetzungsmacht unterdrücken kann.“) Thatcher antwortete auf den Anschlag: „These callous and cowardly crimes have been committed by evil, brutal men who know nothing of democracy. We shall not rest until they are brought to justice.“ („Dieser herzlose und feige kriminelle Akt wurde von üblen und brutalen Menschen begangen, die nichts über Demokratie wissen. Wir werden nicht ruhen, bis wir sie vor Gericht gebracht haben“.)
Im Anschluss an den Anschlag gab es eine heftige Debatte über die Sicherheit der königlichen Familie.
Im Jahr 1987 wurde Danny McNamee für den Bombenanschlag am Hyde Park zu 25 Jahren Haft verurteilt, obwohl er sich für unschuldig erklärte. 1998, kurz nach seiner Entlassung aus der Haft aufgrund des Good Friday Agreement, verwarf ein Richter das Gerichtsurteil, da es seines Erachtens unsicher sei, dass er der Täter war, weil aufgrund von Fingerabdrücken ein anderer der Bombenbauer infrage komme.
Das Pferd Sefton, das den Anschlag mit zahlreichen Verletzungen überlebte, wurde sehr bekannt, als es in der Horse of the Year Show zum Pferd des Jahres gewählt wurde und anschließend zu zahlreichen Fernsehauftritten geführt wurde.
Die britische Rockband Pink Floyd nahm in ihrem Song The Gunner’s Dream im Album The Final Cut Bezug auf das Bombenattentat, als sie sang: „You can relax, on both sides of the tracks, and maniacs don’t blow holes in bandsmen by remote control.“ („Du kannst auf beiden Seiten des Weges relaxen, denn keine Fanatiker blasen Löcher in Musiker durch ferngezündete Bomben“).
Eine Erinnerungsplakette der Explosion im Hyde Park befindet sich an dem Ort der Explosion und zu Ehren der Getöteten blicken die Militärs an diesem Ort auf Kommando nach links und salutieren mit ihren Schwertern.